# Yoshirō Moriyama
Yoshirō Moriyama (森山 佳郎?, Moriyama Yoshirō; Kumamoto, 9 novembre 1967) è un allenatore di calcio ed ex calciatore giapponese, di ruolo difensore, tecnico del Vegalta Sendai.